# Tripteroides plumiger
Tripteroides plumiger är en tvåvingeart som beskrevs av Bonne-wepster 1948. Tripteroides plumiger ingår i släktet Tripteroides och familjen stickmyggor. Inga underarter finns listade i Catalogue of Life.